# Matthew Wood (ishockeyspelare)
Matthew Wood, född 6 februari 2005, är en kanadensisk professionell ishockeyforward som spelar för Nashville Predators i National Hockey League (NHL).
Han har tidigare spelat för Connecticut Huskies och Minnesota Golden Gophers i National Collegiate Athletic Association (NCAA).
Wood draftades av Nashville Predators i första rundan i 2023 års draft som 15:e spelare totalt.

## Statistik
| 2018–2019   | Nanaimo Clippers         | VIBHL       | —   | 58 | 52 | 110 | —  | — | — | — | — | —  |
| 2019–2020   | West Van Academy         | CSSHL       | 30  | 40 | 31 | 71  | 6  | 2 | 2 | 5 | 7 | 0  |
| 2020–2021   | Victoria Grizzlies       | BCHL        | 18  | 5  | 8  | 13  | 4  | — | — | — | — | —  |
| 2021–2022   | Victoria Grizzlies       | BCHL        | 46  | 45 | 40 | 85  | 33 | 5 | 2 | 3 | 5 | 10 |
| 2022–2023   | Connecticut Huskies      | NCAA        | 35  | 11 | 23 | 34  | 4  | — | — | — | — | —  |
| 2023–2024   | Connecticut Huskies      | NCAA        | 35  | 16 | 12 | 28  | 43 | — | — | — | — | —  |
| 2024–2025   | Nashville Predators      | NHL         | 1   | 0  | 0  | 0   | 0  | — | — | — | — | —  |
|             | Minnesota Golden Gophers | NCAA        | 39  | 17 | 22 | 39  | 16 | — | — | — | — | —  |
| NHL totalt  | NHL totalt               | NHL totalt  | 1   | 0  | 0  | 0   | 0  | — | — | — | — | —  |
| NCAA totalt | NCAA totalt              | NCAA totalt | 109 | 44 | 57 | 101 | 63 | — | — | — | — | —  |

### Internationellt
| Källa: Uppdaterad: 2025-04-08 | Källa: Uppdaterad: 2025-04-08 | Källa: Uppdaterad: 2025-04-08 |         | Utv = Utvisningsminuter | Utv = Utvisningsminuter | Utv = Utvisningsminuter | Utv = Utvisningsminuter | Utv = Utvisningsminuter |
| År                            | Lag                           | Mästerskap                    | Matcher | Mål                     | Assists                 | Poäng                   | Utv                     |                         |
| ----------------------------- | ----------------------------- | ----------------------------- | ------- | ----------------------- | ----------------------- | ----------------------- | ----------------------- | ----------------------- |
| 2022                          | Kanada                        | U18-VM                        | 4       | 2                       | 0                       | 2                       | 0                       |                         |
| 2022                          | Kanada                        | Hlinka Gretzky                | 5       | 2                       | 3                       | 5                       | 0                       |                         |
| 2023                          | Kanada                        | U18-VM                        | 7       | 7                       | 6                       | 13                      | 6                       |                         |
| 2024                          | Kanada                        | JVM                           | 5       | 2                       | 2                       | 4                       | 0                       |                         |
| Junior totalt                 | Junior totalt                 | Junior totalt                 | 21      | 13                      | 11                      | 24                      | 6                       |                         |